# Luiz Carlos Bombonato Goulart
Luiz Carlos Bombonato Goulart, känd som Luizão, född den 14 november 1975 i São Paulo, Brasilien, är en brasiliansk fotbollsspelare. Vid fotbollsturneringen under OS 1996 i Atlanta deltog han i det brasilianska lag som tog brons. 